# The Velvet
The Velvet (с англ. — «Бархат») — второй мини-альбом южнокорейской гёрл-группы Red Velvet. Альбом был выпущен 17 марта 2016 года компанией SM Entertainment. Альбом в целом включает в себя восемь синглов и ведущий сингл «One of These Nights».
Альбом является преемником их первого полноформатного альбома The Red, который был выпущен в сентябре 2015 года. Следуя концепции группы, The Red сосредоточен на их ярком «красном» концепте, «бархат» фокусируется на их гладком и мягком «бархатном» концепте. Альбом состоит из пяти песен плюс три ремикса заглавного трека «One Of These Nights».

## Предпосылки и релиз
Продвигая свой последний альбом на пресс-конференции 8 сентября 2015 года, участницы и компания намекнули на последующий альбом The Red, хотя представители SM Entertainment уточнили, что пока ничего не было запланировано.
2 марта 2016 года представитель SM Entertainment сообщил, что группа завершила съемки клипа на заглавный трек альбома.SM Entertainment начали публиковать фото-тизеры участников на официальном аккаунте группы в Instagram 10 марта, а позже подтвердили дату релиза 16 марта и заглавный трек «7월7일 (One Of These Nights)». Сингл описывается как R&B баллада с ровным ритмом.

### Задержка релиза
За десять минут до намеченного на 16 марта релиза S.M. Entertainment объявил, что релиз клипа и альбома будет отложен до 17 марта, «чтобы оценить и гарантировать высокое качество работы». Группа извинилась перед разочарованными фанатами 16 марта в эфире Good Morning FM, где они рассказали о своем новом альбоме и заглавном треке.

## Промоушен
Red Velvet провела специальную трансляцию через «V» 15 марта, впервые показав свои новые прически, когда они говорили о своей подготовке к их «возвращению».
После объявления о задержке их альбома группа появилась в эфире 16 марта «Good Morning FM», чтобы поговорить об альбоме и заглавном треке «7월7일 (One Of These Nights)». Группа также провела еще одну специальную трансляцию в приложении «V Live» за несколько часов до релиза альбома. Red Velvet начали своё продвижение на музыкальном шоу M! Countdown, где они исполнили как заглавный трек, так и «Cool Hot Sweet Love».

## Композиции
Заглавный трек «7월7일 (One Of These Nights)»  описывается как R&B баллада с ровным ритмом. Песня была написана Хван Чан Хи, Андреасом Эбергом и Марией Маркус и Со Джиёном из Jam Factory, который также написал тексты для «Dumb Dumb». Альбом включает четыре версии песни; нормальная версия, De-Capo версия, версия Джо Миллера и фортепианная версия. Песня также черпала вдохновение из корейского фестиваля Чилсок, который отмечается в седьмой день седьмого месяца («7월7일») Оригинальная сказка рассказывает историю влюбленных Джинкву и Кенву, которых разлучил небесный царь и позволил встретиться только на седьмой день седьмого месяца лунного календаря.
Альбом также включает R&B треки «Cool Hot Sweet Love» и «Light Me Up». «Rose Scent Breeze» - это баллада, поется только Венди, Сыльги и Джой, и представляет собой ремейк песни 1989 года основателя S.M. Entertainment Ли Су Мана.

## Восприятие
| Оценки критиков | Оценки критиков |
| Источник        | Оценка          |
| --------------- | --------------- |
| IZM             | [ 11 ]          |
| The Star        | 7/10            |

Billboard назвал заглавный трек «самым выразительным вокальным исполнением группы на сегодняшний день», а The Velvet дебютировал на 8 строчке в мировом альбомном чарте. Честер Чин из The Star похвалил альбом, добавив, что он является «уверенным шагом в правильном направлении» для гёрл-группы. Альбом возглавил еженедельный альбомный чарт Gaon и «7월7. (One Of These Nights)» дебютировал на 10 строчке в чарте синглов Gaon. Другие песни кроме других версий заглавного трека, также вошли.
Red Velvet получили свою первую награду на музыкальном шоу The Show за песню 22 марта.

## Трек-лист
| №                   | Название                                                                | Текст песни              | Музыка                                                          | Arrangement                                                     | Длительность |
| ------------------- | ----------------------------------------------------------------------- | ------------------------ | --------------------------------------------------------------- | --------------------------------------------------------------- | ------------ |
| 1.                  | «One of These Nights» (7월 7일)                                         | Seo Ji-eum (Jam Factory) | Hwang Chan-hee, Andreas Öberg, Maria Marcus                     | Hwang Chan-hee, Lee Sung-joo, Hong So-jin                       | 4:21         |
| 2.                  | «Cool Hot Sweet Love»                                                   | Kenzie                   | Daniel Obi Klein, Charli Taft, Michael Nordmark, Thomas Sardorf | Daniel Obi Klein, Charli Taft, Michael Nordmark, Thomas Sardorf | 3:53         |
| 3.                  | «Light Me Up»                                                           | Kenzie                   | Kenzie, Deez, Rodnae "Chikk" Bell                               | Deez                                                            | 3:32         |
| 4.                  | «First Time» (처음인가요)                                               | Kenzie                   | Kenzie                                                          | Kenzie                                                          | 4:02         |
| 5.                  | «Rose Scent Breeze» (장미꽃 향기는 바람에 날리고) (Сыльги, Вэнди, Джой) | Jung Hye-kyung           | Hong Jong-ha                                                    | Park Gun-chul, Jung Soo-min                                     | 4:52         |
| 6.                  | «One of These Nights» (7월 7일; De-Capo Version)                        | Seo Ji-eum               | Hwang Chan-hee, Andreas Öberg, Maria Marcus                     | De-Capo Music Group & Rod Bonner                                | 4:11         |
| 7.                  | «One of These Nights» (7월 7일; Joe Millionaire Version)                | Seo Ji-eum               | Hwang Chan-hee, Andreas Öberg, Maria Marcus                     | Joe "Joe Millionaire" Foster                                    | 4:07         |
| 8.                  | «One of These Nights» (7월 7일; Piano Version)                          | Seo Ji-eum               | Hwang Chan-hee, Andreas Öberg, Maria Marcus                     | Hwang Chan-hee, Andreas Öberg, Maria Marcus                     | 4:05         |
| Общая длительность: | Общая длительность:                                                     | Общая длительность:      | Общая длительность:                                             | Общая длительность:                                             | 33:28        |

## Чарты
| Чарты (2015)               | Пиковые позиции |
| -------------------------- | --------------- |
| Япония (Oricon)            | 75              |
| Республика Корея (Gaon)    | 1               |
| США Billboard World Albums | 8               |

## Победы

### Музыкальные программы
| Песня                     | Программа      | Дата |
| ------------------------- | -------------- | ---- |
| «One of These Nights»     |                |      |
| The Show (SBS MTV)        | 22 марта, 2016 |      |
| Show Champion (MBC Music) | 23 марта, 2016 |      |
| M Countdown (Mnet)        | 24 марта, 2016 |      |
| Music Bank (KBS)          | 25 марта, 2016 |      |
| Inkigayo (SBS)            | 27 марта, 2016 |      |